# Baldur Sigurðsson
Baldur Sigurðsson (født 24. april 1985) er en islandsk fodboldspiller, der spiller for Stjarnan.
Han har desuden spillet for Völsungur, Keflavík og Bryne FK.

## Karriere

### SønderjyskE
Baldur Sigurðsson skiftede i januar 2015 til SønderjyskE fra KR. Han fik sin debut for SønderjyskE i Superligaen den 22. februar 2015, da han startede inde og spillede alle 90 minutter i en 1-0-sejr hjemme over Hobro IK. I sin første halvsæson spillede han otte kampe i Superligaen, mens han i Superligaen 2015-16 spillede syv kampe i efterårssæsonen.

### Stjarnan
Den 15. november 2015 blev det offentliggjort, at han skiftede til islandske Stjarnan, hvor han skrev under på en treårig kontrakt.